# Бесхвостый крылан
Бесхвостый крылан (лат. Megaerops niphanae) — вид рукокрылых из семейства крыланов.

## Распространение
Юго-Восточная Азия. Встречаются, главным образом в Индокитае и в северо-восточной Индии, а также во Вьетнаме и Таиланде.

## Описание
Масса тела до 30 г, длина черепа до 28 мм, длина предплечья — 52—63 мм. Число зубов — 28: резцы 2/1, клыки 1/1, предкоренные 3/3, коренные 1/2.